# Reconstruction (film)
Pour les articles homonymes, voir Reconstruction.
Pour plus de détails, voir Fiche technique et Distribution.
Reconstruction est un film danois réalisé par Christoffer Boe et sorti en France le 3 décembre 2003.

## Synopsis
Dans les rues de Copenhague, Alex, photographe, croise le regard d'Aimée : c'est le coup de foudre. Abandonnant soudain Simone, sa compagne, il se met à suivre cette parfaite inconnue qui l'a bouleversé et qu'il est persuadé d'avoir rencontrée en rêve. Ils deviennent amants le soir même.
Mais le lendemain, Alex se retrouve projeté dans un véritable cauchemar : ni ses voisins, ni Simone, ni même son père ne semblent le reconnaître… Il n'a plus d'appartement, plus de repères, plus d'identité. Sa rencontre avec Aimée, la nuit précédente, aurait-elle transformé le monde qui l'entoure ? Ou bien est-il victime d'une sorte de plaisanterie cosmique et cruelle ?
« Tout est un film, tout est une construction », déclare l'un des protagonistes, sans doute le double du cinéaste qui s'amuse à brouiller les cartes et à nous manipuler… Seule Aimée, pour l'heure introuvable, pourra apporter un début de réponse à Alex. Mais pas forcément celle qu'il attend.

## Fiche technique
- Titre original : Reconstruction
- Réalisation : Christoffer Boe
- Scénario : Christoffer Boe et Mogens Rukov
- Photographie : Manuel Alberto Claro
- Musique : Thomas Knak
- Pays d'origine : Danemark
- Langue : danois,suédois
- Format : Couleurs - 2,35:1 - Dolby Digital
- Genre : Film dramatique
- Durée : 90 minutes
- Date de sortie : 2003

## Distribution
- Nikolaj Lie Kaas : Alex David
- Maria Bonnevie : Aimee Holm et Simone
- Krister Henriksson : August Holm

## Accueil
Sélectionné à La Semaine de la critique, Reconstruction a décroché la Caméra d'or au Festival de Cannes en 2003. Ce prix très convoité récompense un premier film présenté au Festival, toutes sections confondues. Le jury était présidé par Wim Wenders. « Je croyais que mon film serait rejeté par la Semaine de la Critique. Je croyais que Cannes ne m'aimait pas beaucoup, mais je me suis trompé », a déclaré Christoffer Boe[réf. souhaitée]. Reconstruction a également reçu à Cannes le Label Regards Jeunes. L'année précédente, La Semaine de la critique avait déjà présenté le court-métrage de fin d'études du cinéaste, Anxiety.

## Distinctions

### Nominations
- European Film Awards
  - Découverte Européenne de l'année - Prix Fassbinder

### Récompenses
- Festival de Cannes 2003
  - Caméra d'or
- Festival de San Sebastián 2003
  - Grand Prix FIPRESCI du Meilleur Réalisateur Débutant
  - Prix du Meilleur Premier Film Nordique (Norvège)